# Anlagemarke
Anlagemarke oder auch Anlegemarke ist ein Begriff aus der Druckindustrie und wird im Sinne von Markierung und von Anlage oder Anschlag verwendet.

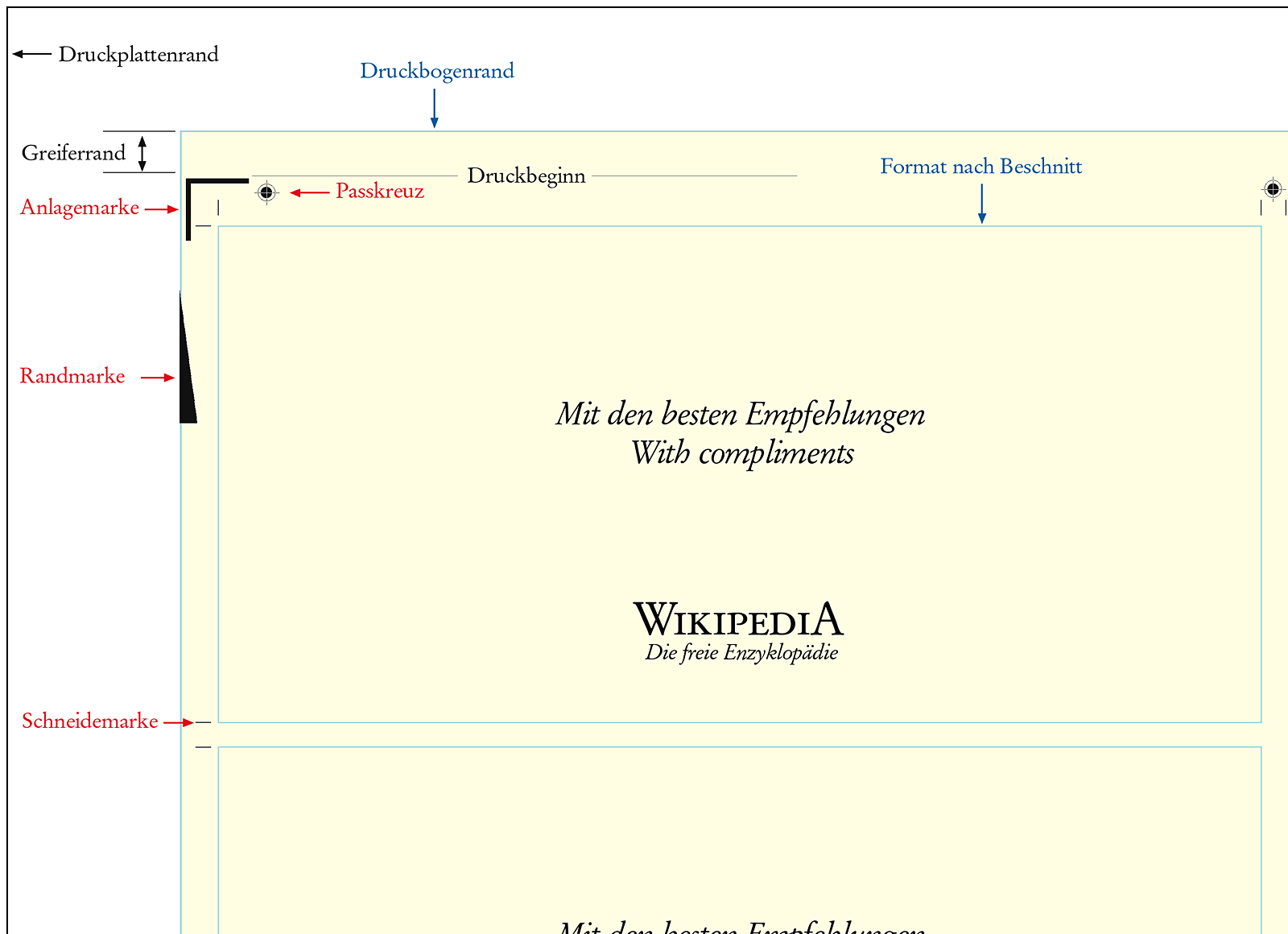
Anlagemarke und andere druckspezifische Marken

## Markierung
Anlagemarken dienen dem Drucker im Bogenoffsetdruck in Form mitgedruckter Markierungen, die ihm optisch eine Kontrolle der gleichmäßigen Anlage des Bedruckstoffs in der Druckmaschine ermöglichen. Die Seitenmarke kann durch nähere Positionierung an die vordere Anlage auch diese zumindest logisch markieren. Zusätzlich kann durch manuelle Markierung der Auslage  mit einem Filzschreiber die vordere Anlage gekennzeichnet werden. Die Kenntnis der Anlage ist deshalb wichtig, da die Bogen in der Regel nicht exakt gleich groß sind. Bei Ausrichtung und Aufstoßen der Druckbogen an der gegenüberliegenden Seite würde das Druckmotiv bei der Weiterverarbeitung tanzen, das heißt nicht exakt an der gleichen Stelle jedes Bogens stehen. Sind mehrere Bogen bedruckt und wird bei visueller Kontrolle des Auslagestapels ein Tanzen der Markierungen festgestellt, muss sofort die Anlage überprüft und justiert werden, da die Bogen nicht richtig anschlagen und somit kein standrichtiges Drucken erfolgt ist. Der Buchbinder erhält durch die Anlagemarken ebenfalls eine visuelle Angabe, an welchem Winkel des gedruckten Bogens beim Schneiden oder Falzen anzulegen ist, um ein standrichtiges Endprodukt herzustellen.

## Anschlag
Als Anlagemarken werden auch die im Anlagewerk, dem ersten Druckwerk bei Mehrfarben-Druckmaschinen, vorhandenen Anschläge einer Bogendruckmaschine bezeichnet. Dabei wird zwischen Vorder- und Seitenmarke unterschieden. Die Vordermarke bewirkt, dass der einlaufende Druckbogen exakt in Druckrichtung  ausgerichtet wird. Die Seitenmarke hat die seitliche Ausrichtung des einzelnen Bogens zum Ziel.